# Lycorea transiens
Lycorea transiens är en fjärilsart som beskrevs av Riley 1919. Lycorea transiens ingår i släktet Lycorea och familjen praktfjärilar. Inga underarter finns listade i Catalogue of Life.